# Liara Oliveira
Liara Oliveira (Brasília, 2 de julho de 1994) é uma escritora, professora e pesquisadora brasileira, conhecida por obras de ficção urbana e literatura queer que exploram o cotidiano através de uma perspectiva lírica e fantástica. É reconhecida por sua atuação acadêmica em estudos sobre representatividade e autoria trans na literatura.

## Biografia
Nascida em Brasília, Liara é mestra em Letras e Linguística pela Universidade Federal de Goiás (UFG), onde se tornou a primeira mulher trans a formar-se no Programa de Pós-Graduação em Letras e Linguística da instituição em 2022. Sua dissertação abordou representatividade e autoria trans e travesti na literatura brasileira. Atualmente, é doutoranda na Universidade de Brasília (UnB), onde continua suas pesquisas sobre literatura marginal e identidades queer.
Estreou na literatura em com o livro independente Depois que a chuva passar (2023). Publicou seu primeiro livro de poesia, meu sangue escorre nos ladrilhos furta-cores da casa que o banco tomou de nós (2024) pela Editora Urutau e depois de uma temporada de lançamentos, que teve início na Festa Literária Internacional de Paraty, publicou a obra de prosa experimental as abelhas suicídas foram à praia e ainda não voltaram (2025), também pela Editora Urutau.
Sua obra literária é marcada pela representatividade queer, especialmente vivências trans, sem reduzi-las a estereótipos, pela valorização do cotidiano, destacando "o fantástico que há no normal e rotineiro"[2] e por uma singular fusão entre realismo e elementos poéticos, influenciada pela literatura de Fernanda Young, pelo trabalho literário, poético e musical de Leonard Cohen e o trabalho cinematográfico de David Lynch e Jim Jarmusch.

## Obras
- Depois que a chuva passar (2023, independente)
- meu sangue escorre nos ladrilhos furta-cores da casa que o banco tomou de nós (2024, Editora Urutau)
- as abelhas suicidas foram à praia e ainda não voltaram (2025, Editora Urutau)

## Atividades culturais
- Lançou seu primeiro livro na FLIP (2024) e lançará seu segundo livro na Bienal do Rio (2025)[2];
- Ministrou, juntamente com a poeta Marina Mara, a Oficina Escrita Criativa LGBT+Vivo na Biblioteca Demonstrativa de Brasília (2025)[3];.